# HD 37124 b
HD 37124 b – planeta pozasłoneczna okrążająca gwiazdę HD 37124.
Jest to gazowy olbrzym odkryty w 1999 r., który krąży blisko wewnętrznej krawędzi ekosfery gwiazdy. To oznacza, że planeta jest nasłoneczniona podobnie do Wenus i w związku z tym zapewne zbyt ciepła, by na powierzchni jej księżyców mogło rozwinąć się życie.